# Andrzej Leszczyński
Andrzej Leszczyński herbu Wieniawa (ur. w 1608 w Gołuchowie, zm. 15 kwietnia 1658) – arcybiskup gnieźnieński w latach 1652–1658, kanclerz wielki koronny w latach 1650–1653, biskup chełmiński w latach 1646–1652, podkanclerzy koronny w latach 1645–1650, opat tyniecki w 1644 roku, opat czerwiński w latach 1641–1644, prepozyt płockiej kapituły katedralnej w latach 1646–1653, biskup kamieniecki w latach 1640–1646, opat przemęcki w 1636 roku, kanclerz królowej Cecylii Renaty, kanonik krakowski w 1623 roku, prepozyt łęczycki.

## Życiorys
Urodzony w Gołuchowie (powiat Pleszew), najstarszy syn kanclerza w. koronnego Wacława i kalwinistki Anny z Rozrażewskich. Miał 3 braci, Władysława, Jana i Rafała oraz 4 siostry.
Był uczniem kolegium jezuitów w Kaliszu, studiował prawo kanoniczne i cywilne w Ingolstadt w 1626, studiował w Würzburgu w 1626 roku a następnie prawo kanoniczne, filozofię i prawdopodobnie teologię w Sienie. W 1621 przyjął niższe święcenia z rąk prymasa Wawrzyńca Gembickiego, a 18 grudnia 1633 przyjął święcenia kapłańskie. Od 1623 kanonik krakowski, od 1628 prepozyt łęczycki.
Po powrocie do kraju został kanclerzem królowej Cecylii Renaty oraz opatem komendatoryjnym przemęckim. W 1634 roku był deputatem duchownym z kapituły katedralnej poznańskiej na Trybunał Główny Koronny. 16 grudnia 1641 został biskupem kamienieckim. Sakrę przyjął 15 czerwca 1642 w Warszawie. W 1643 otrzymał opactwo czerwińskie, a w 1644 tynieckie.
W 1645 mianowany podkanclerzym koronnym, odtąd brał udział w polityce polskiej, rywalizując na tym polu z kanclerzem Jerzym Ossolińskim. Był przeciwnikiem wojny z Turcją, a zwolennikiem twardej linii wobec kozaków i Powstania Chmielnickiego. Po śmierci Władysława IV początkowo popierał kandydaturę królewicza Ferdynanda, później jednak opowiedział się za Janem Kazimierzem. Podpisał pacta conventa Jana II Kazimierza Wazy w 1648 roku. W nagrodę za swoją bezkompromisową postawę w 1650 Jan Kazimierz oddał mu kanclerstwo wielkie koronne; brał udział w wyprawie beresteckiej (1651).
3 grudnia 1646 został biskupem chełmińskim. W 1647 z jego polecenia kanonicy M. Bystram i F. Rzeszowski przeprowadzili wizytację diecezji chełmińskiej. Był członkiem konfederacji generalnej zawiązanej 31 lipca 1648 roku. W 1650 ustanowił w kapitule chełmińskiej urząd archidiakona, ok. 1650 ufundował główny ołtarz do katedry w Chełmży, a w 1651 erygował seminarium duchowne w Chełmnie.
Już jednak w 1653 został prymasem oraz arcybiskupem gnieźnieńskim (ingres do katedry odbył 20 października 1654) i musiał złożyć pieczęć większą. W czasie potopu szwedzkiego wraz z królem Janem II Kazimierzem wycofał się na Śląsk, a zarazem zabiegał o pomoc dla króla u cesarza rzymskiego i papieża. Był zwolennikiem przeprowadzenia reform państwa. Odznaczał się wybitnymi zdolnościami dyplomatycznymi, lecz brak mu było silnej woli i energii. Starał się łagodzić antagonizmy między królem a magnaterią. Obok mów wygłoszonych na sejmach wydał: „Oratio in funere S. Caeciliae Renatae…” (1644).
Zmarł 15 kwietnia 1658 r. w Skierniewicach, pochowany w kolegiacie łowickiej.